# Recopa Sudamericana 1990
La Recopa Sudamericana 1990 è stata la seconda edizione della Recopa Sudamericana; in questa occasione a contendersi la coppa furono il vincitore della Coppa Libertadores 1989 e il vincitore della Supercoppa Sudamericana 1989.

## Tabellino
| Arbitro: | José Roberto Wright |

| |            | |
| Latorre 38’ | Marcatori  | |
| · Carlos Navarro Montoya · Ivar Stafuza · Juan Simón · José Luis Cuciuffo · Blas Giunta · Claudio Marangoni · Víctor Hugo Marchesini · José Daniel Ponce · Diego Latorre · 76’ Alfredo Graciani · 76’ Fabián Itabel · 76’ Diego Soñora · 76’ Alejandro Barberón | Formazioni | · René Higuita · Luis Fernando Herrera · Luis Carlos Perea · Geovanis Cassiani · Gildardo Gómez · José Ricardo Pérez 59’ · Leonel Álvarez · Alexis García · Luis Fajardo · Jaime Arango · Níver Arboleda 70’ · Faustino Asprilla 59’ · Juan Jairo Galeano 70’ |
| Carlos Aimar | Allenatori | Hernán Darío Gómez |